# Detlevs Imitationen »Grünspan«
Detlevs Imitationen »Grünspan« (Schreibweise der Erstausgabe: Detlevs Imitationen ‚Grünspan‘) ist ein 1971 erschienener Roman von Hubert Fichte. Nach Das Waisenhaus und Die Palette war es Fichtes dritte Romanveröffentlichung. Protagonisten des Romans sind „Detlev“ (wie schon in Das Waisenhaus Fichtes Alter Ego für die Zeit der Kindheit) und „Jäcki“ (wie schon in Die Palette Fichtes Alter Ego als Erwachsener).

## Inhalt
Detlevs Imitationen »Grünspan« ist gegliedert in 144 Kapitel, deren Länge sehr variiert – einige bestehen nur aus wenigen Sätzen, die längsten füllen bis zu ca. zwanzig Buchseiten. Die Mehrzahl der Kapitel ist aus der personalen Perspektive „Detlevs“ erzählt, andere aus der Perspektive „Jäckis“, in einigen Kapiteln wendet sich der Autor mit eigenen Reflexionen sozusagen selbst an den Leser, die Leserin.
Die Detlev-Kapitel erzählen in chronologischer Folge Erlebnisse des Jungen in der Zeit von 1943 bis 1949: von der Wiederankunft in Hamburg nach der Zeit im Waisenhaus, über den Alltag mit „Mutti“ und „Oma“ und „Opa“ im Haus der Großeltern, über die Nacht im Luftschutzkeller während der Bombenangriffe, über die Evakuierung, über die nochmalige Wiederankunft in Hamburg, über Theaterrollen als Kinderdarsteller, über prägende Lektüre- und Theatererlebnisse (Kleists Die Marquise von O., Sartres Die Fliegen als Gastspiel des Düsseldorfer Gründgens-Ensembles in den Hamburger Kammerspielen), über erste Entdeckungen der eigenen Homosexualität (die Faszination der „runden Ärsche“ der englischen Besatzungssoldaten und von „Kreons Nille“, das seltsame Gefallen an den Annäherungen eines älteren „Statistenführers“, der laufend nur von „Diddel“ spricht), über einiges mehr bis zur Phantasie vor dem Spiegel, endlich den „russischen Offizier in der Marquise von O. spielen“ zu können.
In unregelmäßiger Folge werden die Detlev-Kapitel – „die lineare Schilderung einer jugendlichen Entwicklung“ – unterbrochen von Jäcki-Kapiteln – „die Analyse eines Zustands, der durch diese Entwicklung bedingt wurde“. Dies gilt in besonderer Weise für das 17. Kapitel des Romans. Hatte man kurz vorher von „Detlevs“ kindlichem Erleben des verheerendsten Bombenangriffs gelesen, so heißt es nun, 25 Jahre später, im Sommer 1968: „Jäcki will alles über den Terrorangriff lesen.“ (Und das Wort „Terrorangriff“ wird sofort in Frage gestellt – und von „Jäcki“ gerechtfertigt.) Es folgen die Beschreibung von „Jäckis“ Weg durch Bibliotheken, durch Archive, zu Gesprächen mit Zeitzeugen und eine lange Reihung von Zitaten aus Siegfried Gräffs (im Roman Graeff geschrieben) Studie „Tod im Luftangriff. Ergebnisse pathologisch-anatomischer Untersuchungen anlässlich der Angriffe auf Hamburg in den Jahren 1943–45“ (1948 u. erweitert 1955).
Weitere Kapitel berichten von „Jäckis“ Suche nach seinem Lover Jeff in der „Sahara“-Bar, von seiner Freundschaft mit dem Bordellbesitzer „Wolli“, von einer Aktion des SDS im Hamburger Schauspielhaus, von einem Besuch von „Jäcki“ und „Irma“ (Fichtes literarisches Pseudonym für seine Lebenspartnerin Leonore Mau) bei „Mutti“, von einer Erinnerung an „die Blume zu Saaron“. – Zeitlicher Rahmen dieser Kapitel sind die Jahre 1968 bis 1970.
Und schließlich einige Kapitel, in denen literaturtheoretische Fragen aufgeworfen werden, zum Beispiel die (Kapitel 34), warum der Autor „er, Detlev“ und „er, Jäcki“ schreibt und nicht „ich“.

## Hintergrund
- Der Titel, »Grünspan«: Ein Musikclub in der Hamburger Großen Freiheit. 1968 gegründet, war der Grünspan zunächst vorwiegend Diskothek – aufgrund seiner für damalige Verhältnisse aufwendigen technischen Apparaturen von Fichte als „psychedelischer Schuppen“ bezeichnet –, wird er heute (Stand: Juni 2021) vorwiegend als Liveclub genutzt. Im Roman hat das Wort doppelte Bedeutung: „Vor dem Eingang des … »Grünspan« denkt Jäcki an den Goldstaub, der auf seinem Kopf zu Grünspan wurde, als Detlev den ‚Frieden‘ in ‚Der Trojanische Krieg findet nicht statt‘ spielte.“
- Von »Grünspan« zu Xango, Petersilie etc.: Hubert Fichte hat auf die Entwicklung von seinen frühen autobiographisch angelegten Romanen zu seinen späteren ethnographischen Arbeiten hingewiesen. „Diese Reportagearbeit, dies Interesse an der Dritten Welt, insbesondere an der afroamerikanischen Welt, hat sich (…) aus meinen Romanen, insbesondere aus Detlevs Imitationen »Grünspan« herausgeschält. In »Grünspan« gibt es die große Anfangssituation, die Schilderung der ‚Sahara‘-Bar auf Sankt Pauli, wo damals Schwarze aus der ganzen Welt zusammenkamen und tanzten. Mit dem Erlebnis der ‚Sahara‘, mit der Schilderung der ‚Sahara‘ entwickelte sich bei mir das Bedürfnis, genauer über die afroamerikanische, die afrikanische Welt orientiert zu sein. Ich spiele in dem Kapitel auf Riten auf Haiti an, die ich nicht kannte, die ich nur aus Schilderungen von Haitianern in der ‚Sahara‘ kannte.“[4]

## Rezeption

### Rezeption bei Erscheinen
An den zeitgenössischen Rezensionen aus dem Jahr 1971 kann man die damalige widersprüchliche Aufnahme von Fichtes Roman erkennen.
Den Texten mancher Rezensenten kann man entnehmen, dass ihnen wichtig war, dass ein Roman „etwas Neues“ und „Erhellungen“ bieten solle. Das hat bei manchen einen positiven Klang, etwa bei Günter Blöcker, der in der Süddeutschen Zeitung schrieb: „Man könnte einwenden, dass der Autor hier gewissermaßen Reste seiner beiden vorangegangenen Romane verwertet. Aber dieses Übereinanderkopieren zweier Lebensläufe ergibt am Ende doch etwas ganz Neues.“ Bei anderen hat es einen negativen Klang: „Hubert Fichte hat nichts Neues zu berichten, er liefert die Imitation früherer Erfolge. Es wird Zeit, dass er Detlev/Jäcki pensioniert“, urteilte Hans-Peter Klausenitzer in der Wochenzeitung Publik. Auch Lothar Baier, in der Frankfurter Allgemeinen Zeitung, betitelte seinen Artikel, Hubert Fichte habe „Die eigenen Anfänge imitiert“. Es heißt dann dort u. a.: „Es bleibt weiter rätselhaft, welche Erhellungen sich Fichte davon verspricht, dass er die Zeit des Zusammenbruchs und des Wiederaufbaus noch einmal mit Aufbruchspathos, Einblicken in kleinbürgerlichen Opportunismus und Borchert-Assoziationen illustriert.“
Einige Rezensenten unternahmen den Versuch, Fichtes Stil in eigenen bündigen Sätzen zusammenzufassen. „Hubert Fichtes Welt hat Brüche. Er unternimmt nicht den untauglichen Versuch, sie zuzukleistern oder die Welt wieder zum Stimmen zu bringen“, schrieb Anton Krättli in der Neuen Zürcher Zeitung. Ähnlich Peter Sager in den Neuen Deutschen Heften: „Sprachsplitter einer Scherbenwelt.“

### Wirkungsgeschichte
Eine besondere Beachtung hat in späteren Jahren das Kapitel 17 des Romans gefunden: Jäckis Recherche zu den Bombenangriffen auf Hamburg im Juli 1943.
In einer Vortragsreihe an der Zürcher Universität im Herbst 1997 unter dem Titel Luftkrieg und Literatur hatte W. G. Sebald seine Auffassung dargelegt von der „Unfähigkeit einer ganzen Generation deutscher Autoren, das, was sie gesehen hatten, aufzuzeichnen und einzubringen in unser Gedächtnis“. Als eine der Ausnahmen, die es dennoch gab, von jemandem allerdings, der zur Kriegszeit noch Kind war, benennt Sebald ausdrücklich Fichtes Roman. Er sagte, dass ihm „die diskontinuierlichen Notizen, die sich Jäcki … im Verlauf seiner Recherchen über den Angriff auf Hamburg macht, als literarische Methode“ einleuchteten, „wahrscheinlich vor allem deshalb, weil sie keinen abstrakt-imaginären, sondern einen konkret-dokumentarischen Charakter“ hätten. Sebald zitierte dann noch einmal, was schon im Roman Zitat war: „Die Autopsie einer Schrumpfleiche.“ Und er kam zu dem Ergebnis: „Hier, in der fachmännischen Beschreibung der nochmaligen Zerstörung eines durch den Feuersturm mumifizierten Leibes, wird eine Wirklichkeit sichtbar, von der Schmidts linguistischer Radikalismus nichts weiß.“ (Anm.: Sebald hatte Fichtes Roman mit Arno Schmidts Aus dem Leben eines Fauns verglichen.)
Jenes 17. Kapitel des Romans hat Hartmut Böhme in seiner Studie Riten des Autors und Leben der Literatur einer ausführlichen Analyse unterzogen und es als einen Scheidepunkt in Fichtes Werk verortet. In seinen Darlegungen zum Roman Das Waisenhaus hatte Böhme beschrieben, wie es „Detlev“ gelungen war, sich mit Mitteln der eigenen Phantasie gegen die ihm Angst einflößende Umgebung zu schützen. Dies, so Böhme, scheine dem erwachsenen „Jäcki“ – und dem Autor Hubert Fichte – nicht mehr möglich zu sein: „In der Schluss-Collage des Kapitels über die Bombennacht sind auch diese Ordnungen (Anm.: in die sich „Detlev“ noch geflüchtet hatte) zerstört. Die Zerstörung der Zeit führt fortan zu einem Nebeneinander der auseinandergesprengten Partikel der Wirklichkeit und damit zu den ästhetischen Techniken der Collage und des patchwork der willkürlichen Sprachreihen (Palette-ABC) und der Wort-Litaneien (in rituellen Kontexten). Und schließlich das Einbiegen ‚in die Große Freiheit‘, in die Subkulturen und fremde Kulturen, das Suchen nach Riten, die eine magische Heilung der zerfallenen Welt vielleicht ermöglichen könnten.“ Allerdings: „Erst spät wird Fichte von dieser Hoffnung sich enttäuschen müssen.“

### Textausgaben
- Hubert Fichte: Detlevs Imitationen ‚Grünspan‘, Rowohlt Verlag, Reinbek bei Hamburg 1971, ISBN 3-498-02023-4 (gebunden) / ISBN 3-498-02024-2 (broschiert).
- Hubert Fichte: Detlevs Imitationen »Grünspan«, Fischer Taschenbuch, Frankfurt am Main 2005, ISBN 978-3-596-15856-0.

### Sekundärliteratur
- Thomas Beckermann (Herausgeber): Hubert Fichte – Materialien zu Leben und Werk. Fischer Taschenbuch Verlag, Frankfurt am Main 1985, ISBN 3-596-26497-9. Darin: S. 64–87, zeitgenössische Rezensionen des Buchs von Anton Krättli, Peter Sager, Birgit Lahann, Hans-Peter Klausenitzer, Günter Blöcker, Lothar Baier und Beatrice von Matt. Enthält außerdem, S. 87–92, ein Gespräch zum Roman von Dieter E. Zimmer mit Fichte.
- Hartmut Böhme: Hubert Fichte – Riten des Autors und Leben der Literatur. Metzler, Stuttgart 1992, ISBN 3-476-00831-2. Darin, S. 163–182: Kapitel IV. Detlevs Imitationen „Grünspan“ – Erfahrung der Anatomie.
- Robert M. Gillett: Fichte: Detlevs Imitationen: „Grünspan“. In: Landmarks in the German Novel (2). Hrsg. v. Peter Hutchinson und Michael Minden. Oxford etc.: Lang 2010, S. 43–60.